# Observatoire souterrain de neutrinos de Jiangmen
L'observatoire souterrain de neutrinos de Jiangmen (en anglais Jiangmen Underground Neutrino Observatory ou Juno) est un observatoire destiné à l'étude des neutrinos, dont la mise en service est prévue pour 2025. Il est situé à Jiangmen en Chine.

## Histoire
La construction débute en 2014. La mise en service est prévue pour août 2025.

## Contexte
Le projet est mené dans le cadre d'une coopération de 750 membres issus de 17 pays.

## Caractéristiques et objectifs
Le coût du projet est de 2,2 milliards de yuans. Il est constitué d'une installation souterraine comprenant une sphère de 35 mètres de diamètre, dont le rôle est de détecter les neutrinos émis par deux centrales nucléaires situées exactement à 53 kilomètres chacune, ceci afin de maximiser les opportunités de détection, par le phénomène d'oscillation que cette situation engendre. La technologie de détection choisie est celle des détecteurs à liquide scintillant. Le site est situé à 700 mètres de profondeur à Jiangmen. Le but est de classer les trois états de masse (m1, m2, m3) du plus lourd au plus léger, sous lesquels ils se présentent. La durée prévue des observations est de 6 années.   